# Dendryphantes reimoseri
Dendryphantes reimoseri là một loài nhện trong họ Salticidae.
Loài này thuộc chi Dendryphantes. Dendryphantes reimoseri được Carl Friedrich Roewer miêu tả năm 1951.